# Puente de La Amistad de Taiwán
El puente La Amistad de Taiwán es un puente de paso vehicular y peatonal que se extiende en el estuario de la desembocadura del río Tempisque, ubicado en la Ruta 18 entre los cantones de Cañas y Nicoya, en la provincia de Guanacaste, al norte de Costa Rica. El parque nacional Palo Verde se encuentra en sus cercanías. Este puente fue terminado en abril de 2003.
La Amistad es un puente con dos sistemas constructivos distintos: la parte más extensa está sobre una viga de cajón de Acero y losa de rodamiento de concreto con una capa de asfalto, sostenida por ocho pilas o pilares (columnas) y el resto se sostiene con cables tensores de acero (al estilo de puentes atirantados con diseño en abanico).
Se estima que por la obra vial transitan alrededor de 4.000 vehículos al día.

## Historia
El puente fue financiado y diseñado por La República de China en Taiwán y construido principalmente por la compañía taiwanesa RSEA Engineering Corporation y diseñado por MAA Group Consulting Engineers (Moh and Associates Inc. de Taiwán), con la participación de ingenieros y trabajadores costarricenses. Tiene una especial importancia para la provincia de Guanacaste, ya que facilita el tránsito entre la ciudad capital de San José y lugares de la península de Nicoya como Cóbano, Santa Cruz, Hojancha, Lepanto, Nicoya, Paquera, Carrillo, y Nandayure.
Antes de la construcción del puente, esta vía requería el uso de los transbordadores para cruzar el Río Tempisque, o largas rutas terrestres alternativas. Recientes estudios en Costa Rica han encontrado algunos problemas en la estructura, los que indican que se requiere un mayor mantenimiento.
El puente ha sido conocido popularmente como "Puente de la apuñalada" desde que el expresidente costarricense Óscar Arias cortó las relaciones con Taiwán en favor de la República Popular China, con la finalidad de obtener mayores ventajas comerciales.
En la actualidad, la obra sufre de un escaso mantenimiento. El puente La Amistad se dañó el 5 de septiembre de 2012 por el terremoto de Costa Rica de 2012 de 7,6 grados, pero sin llegar a comprometer seriamente su estructura.

## Características técnicas
La construcción del puente tuvo lugar por casi tres años, a partir del 25 de julio de 2000 y fue inaugurado el 10 de abril de 2003. Para levantarlo se tuvo que utilizar 18,000 m³ de concreto y 3,000 toneladas de refuerzo en acero, con un costo estimado para ese entonces en USD $27 millones.
Aunque generalmente se le conoce como un puente atirantado, es realmente un puente híbrido de dos partes: una sección está compuesta por un tramo de cable de acero suspendido y otra conformada por un puente con pilares de soporte. La sección de cable suspendido tiene dos tramos de 170 metros y 90 metros de largo, apoyados por una torre con cables de 80 metros de altura, la cual es la estructura más notable de toda la obra. La longitud total del puente es de 780 metros con ocho pilares de apoyo y la torre del pilón, siendo con mucho el más largo del país.